# Anne Robert Jacques Turgot
Anne Robert Jacques Turgot (Paris, 10 de maio de 1727 — Paris, 18 de março de 1781) foi um economista e estadista francês cuja obra é considerada um elo entre a fisiocracia e a escola britânica de economia clássica. Ele estudou na Universidade de Sorbonne e foi trabalhar na administração real.

## Vida
Nascido em Paris, Turgot estava destinado por sua família a entrar para o sacerdócio, porém, por conta de uma herança recebida pôde prosseguir seus estudos e carreira na administração.
Grande admirador dos enciclopedistas, os pensadores iluministas que formaram a primeira escola de economia científica, tornou-se um adepto da fisiocracia.
Como intendente de Limoges (a partir de 1761), aplicou com grande sucesso uma série de medidas destinadas à racionalizar a economia. Defendeu o livre comércio e a interdependência entre as diferentes classes econômicas.
Pelo sucesso, foi nomeado ministro-geral das Finanças do rei Luís XVI de França (1774). Porém, suas ideias de reforma econômica liberal (tinha a ideia de eliminar as restrições estatista da economia) despertaram a ira do clero e da nobreza, pois lhes tiravam certas mordomias e privilégios. Sob pressão, Luís XVI é obrigado a demitir-lhe em 1776, menos de dois anos após subir ao cargo. Jacques Necker o sucederia, em 1778. Segundo alguns, suas reformas, caso fossem aplicadas, poderiam ter evitado a Revolução Francesa de 1789.
O mercantilismo baseada no metalismo, intervenção forte do Estado, hegemonia nacional, protecionismo, sobre as regulamentações mercantilistas, foi um profundo crítico, pois associava a regulamentação com a atividade de um cartel e privilégios concedida pelo Estado. Seus estudos econômicos também eram para entender como a pobreza acontecia na França.
Suas principais obras são os livros: Le Conciliateur (1754) Lettres sur la tolérance civile (1754), Réflexions sur la formation et la distribution des richesses (1766) e Lettres sur la liberté de commerce des grains (1770).
Teve como mentor Vincent de Gournay (Jacques Claude Vincent, barão de Gournay) este foi um proeminente tradutor de economistas ingleses como Richard Cantillon e Sir Josiah Child.
Tímido e sério, Turgot não tinha o jeito persuasivo daqueles que serviam ao rei francês. Ele estava ansioso para ajudar a França a superar suas dificuldades financeiras e fazer mudanças sociais para ajudar aos pobres, que eram penalizados com a maior parte dos impostos. Ele fez também pequenas reformas, a princípio, mas, em 1776, introduziu os seus Seis Éditos. Um deles abolia a taxa que os camponeses tinham que pagar por trabalhar. Em resposta, as raivosas classes privilegiadas planejaram sua queda, usando algumas cartas forjadas e a influência da rainha Maria Antonieta. Turgot foi dispensado em 12 de maio de 1776, e morreu em Paris no dia 18 de março de 1781. Todavia, por meio de seus escritos, principalmente o Reflections on the Formation and Distribution of Wealth, de 1766, suas ideias sobreviveram e proveram as bases das teorias econômicas posteriores.
O capital
Turgot apresenta um papel importante na definição do conceito de capital, reconstituindo o conceito de juro de David Hume para definir o conceito de capital como todos os bens acumulados sem distinção. Entretanto, logo um tempo depois Adam Smith entra para estabelecer uma nova definição.

## Publicações
- Lettre à M. l’abbé de Cicé, depuis évêque d’Auxerre, sur le papier supplée à la monnaie, 1749.
- Les avantages que la religion chrétienne a procurés au genre humain (discurso em latim, nas escolas da Sorbonne), 1750.
- Tableau philosophique des progrès successifs de l’ésprit humain (Discurso proferido em latim, nas escolas da Sorbonne), 1750.
- Plan de deux discours sur l’histoire universelle, 1751
- Plan d’un ouvrage sur la géographie politique, 1751
- Fragmens et pensées détachées pour servir à l’ouvrage sur la geographie politique, 1751
- Lettres sur la tolérance, 1753-1754.
- « Étymologie », dans Denis Diderot et Jean le Rond D'Alembert, L'Encyclopédie ou Dictionnaire raisonné des sciences, des arts et des métiers, 1757.
- « Existence », dans Denis Diderot et Jean le Rond D'Alembert, L'Encyclopédie ou Dictionnaire raisonné des sciences, des arts et des métiers, 1757.
- « Expansibilité », dans Denis Diderot et Jean le Rond D'Alembert, L'Encyclopédie ou Dictionnaire raisonné des sciences, des arts et des métiers, 1757.
- « Foires et Marchés », dans Denis Diderot et Jean le Rond D'Alembert, L'Encyclopédie ou Dictionnaire raisonné des sciences, des arts et des métiers, 1757.
- « Fondation », dans Denis Diderot et Jean le Rond D'Alembert, L'Encyclopédie ou Dictionnaire raisonné des sciences, des arts et des métiers, 1757.
- « Langues », dans Denis Diderot et Jean le Rond D'Alembert, L'Encyclopédie ou Dictionnaire raisonné des sciences, des arts et des métiers, 1757.
- Éloge de Vincent de Gournay, Mercure de France, 1759.
- Le commerce des grains: Projet de lettre au contrôleur général Bertin sur un projet d’édit, 1763.
- Réflexions sur la formation et la distribution des richesses, 1766.
  - Anne Robert Jacques Turgot, Réflexions sur la formation et la distribution des richesses, Paris, Nicolas-Augustin Delalain (d) et Jacques Lacombe, 1765-1772 (ISSN 1761-5402 et 2418-9693, BNF 32768129, lire sur Wikisource)
- Circulaire aux officiers de police des villes, 1766
- Observations sur les mémoires de Graslin et Saint-Péravy, 1767.
- Lettres sur les émeutes populaires que cause la cherté des bleds et sur les précautions du moment, 1768, Obra atribuída a Turgot.
- L’impôt indirect: Observations sur les mémoires récompensés par la Société d’Agriculture de Limoges, 1768.
- Lettres à Hume, 1768.
- Valeurs et Monnaies: Projet d’article, 1769
- Lettres à Dupont de Nemours, 1766-70
- Mémoire sur les prêts d’argent, 1770.
- Lettres au contrôleur général sur le commerce de grains, 1770.
- Extension de la liberté du commerce des colonies, 1772.
- Lettre au contrôleur général sur la marque des fers, 1773.
- Arrêt du Conseil établissant la liberté du commerce des grains et des farines à l’intérieur du royaume et la liberté de l’importation, 1774
- Mémoire sur les moyens de procurer, par une augmentation de travail, des ressources au peuple de Paris, dans le cas d’une augmentation dans le prix des denrées, 1775
- Des administrations provinciales: mémoire présenté au Roi, 1788
- Mémoires sur le prêt à intérêt et sur le commerce des fers, 1789
- Œuvres de Turgot, t. 1, Eugène Daire, Hippolyte Dussard, 1844
- Œuvres de Turgot, t. 2, Eugène Daire, Hippolyte Dussard, 1844